# Conti San Martino di Strambino

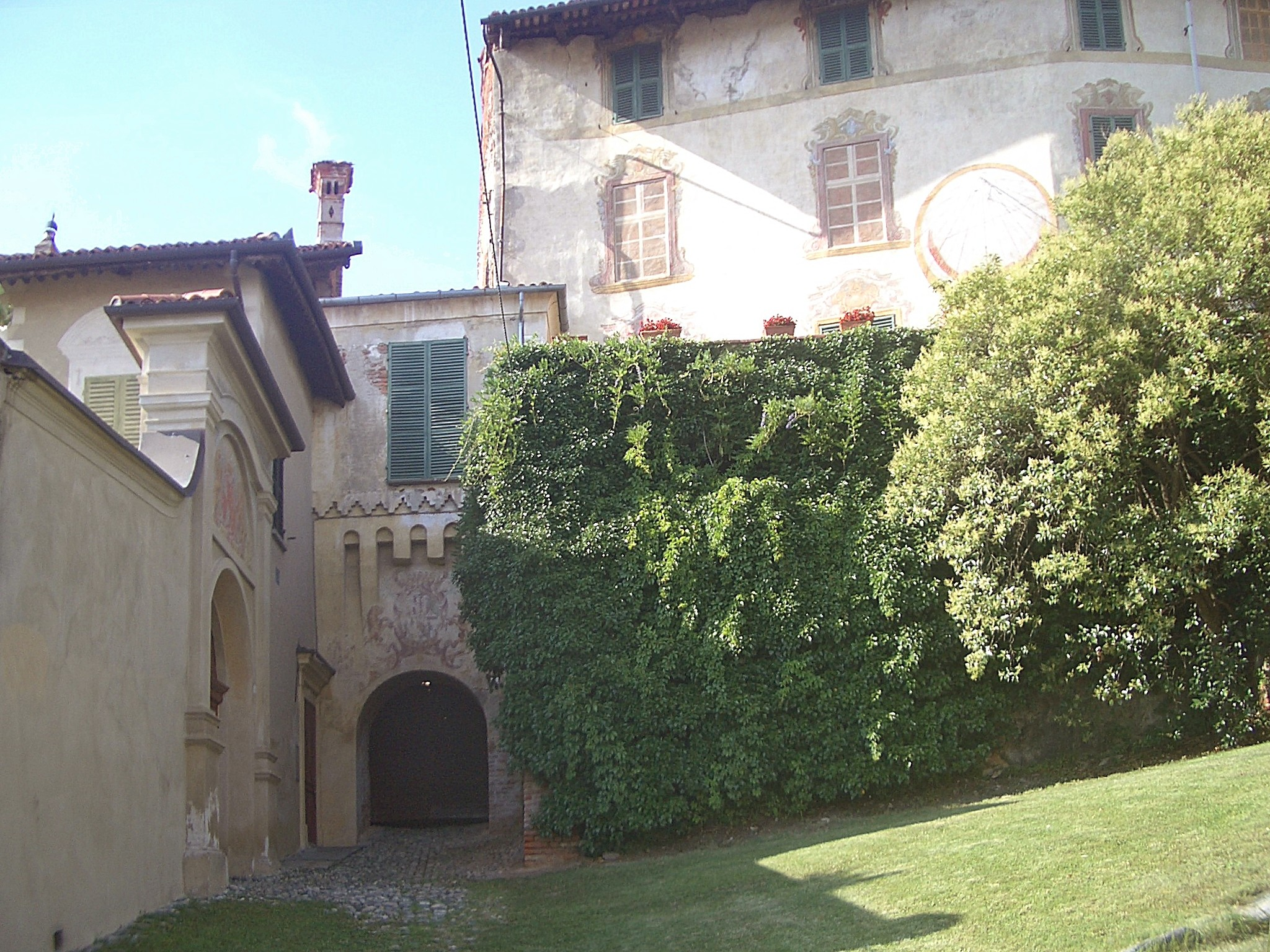
Castello di Strambino

I Conti San Martino di Strambino (o Estrambino) furono un'antica nobile famiglia feudale, originaria del Canavese, originata dai conti del Canavese, discendente dagli Anscarici e ora estinta. L'ultima contessa San Martino di Strambino è stata Maria Gabriella, sposa del barone Pietro Giunti.

## Storia
Capostipite fu Arduino d'Ivrea, re d'Italia dal 1002 al 1014. 
Dimora dei conti di San Martino fu il castello di Strambino, che poi passò agli eredi dei marchesi Scarampi di Villanova. Possedevano beni nella Lombardia occidentale e lungo i corsi dei fiumi Oglio e Chiese. Alcuni membri, di parte guelfa, si stabilirono a Mantova, dove occuparono importanti incarichi politici e furono premiati dai vescovi di Mantova Pellizzario e Guidotto da Correggio con l'investitura di alcuni feudi, tra i quali San Martino Gusnago. Gli Estrambino nel 1252 si imparentarono con la famiglia mantovana Poltroni, a seguito del matrimonio di Benia con Rizzardo Poltroni.

## Esponenti illustri
- Guidone, primo conte di San Martino;
- Guelfo, podestà di Mantova nel 1201, fu ucciso a Nogarole[5] in conflitto tra mantovani e veronesi;
- Bonifacio, figlio di Guelfo, fu podestà di Mantova nel 1202;[5]
- Strambino (XIII secolo);
- Laura de Candia Guiscardi San Martino, marchessa de Candia;[7]
- Estrambina (XIV secolo), madre di Luigi I Gonzaga, fondatore della dinastia dei Gonzaga.[5]

## Arma
Inquartato, al 1º e 4º losangato d'oro e d'azzurro; al 2º e 3º di rosso.